# Надєйка
Надєйка (рос. Надейка) — село в Хомутовському районі Курської області Російської Федерації.
Населення становить 180 осіб. Входить до складу муніципального утворення Вільхівська сільрада.

## Історія
Населений пункт розташований на території українського етнічного та культурного краю Східна Слобожанщина.
Від 2004 року входить до складу муніципального утворення Вільхівська сільрада.

## Населення
| 2002 | 2010 |
| ---- | ---- |
| 302  | ↘180 |